# 酷吏
酷吏（こくり）は、法律を威にかざし、人に罪を被せて処罰、処刑する役人に対する蔑称。

## 概要
この言葉は司馬遷の『史記』列伝第六十二「酷吏列伝」から始まったが、この言葉が発生した当初は多少侮蔑的な意味合いを含ませていたとしても、原則的には法家主義に則り、法律を厳格に適用する役人を指した。時代が下るに従って、冤罪の捏造、拷問係など、いわゆる「汚れ仕事」全般を行う官吏を指す蔑称となった。
酷吏は前漢の景帝時代から台頭し始め、武帝時代には重用されたため、他の官吏も出世のために彼らの行いを見習ったという。武則天時代にも来俊臣、索元禮、丘神勣、周興といった酷吏を重用し、反対派勢力の弾圧の手先としている。他に「酷吏列伝」には、侯封、郅都、寧成、周陽由、趙禹、張湯、義縦、王温舒、尹斉、楊僕、減宣、杜周らが酷吏として名を挙げられ伝記を記されている。
ちなみに、武帝の異母兄の趙敬粛王・劉彭祖も同母弟の中山靖王・劉勝から、漢の藩王の身分で酷吏のような生活を送っていると、指摘されている。
対比として法律に従い正しく人を導く役人を「循吏」（じゅんり）と呼んでいる。